# Rosa Serrano Llàcer
Rosa Serrano (Paiporta, 1945) es una escritora y editora española de libros en valenciano.

## Biografía
Nacida en Paiporta en 1945, se licenció en Pedagogía por la Universidad de Barcelona. Puso en marcha la escuela Gavina de Picanya, primera escuela en valenciano. Ha dirigido Tàndem Edicions, fue miembro de Consell Valencià de Cultura entre 1998 y 2002, es autora de numerosas novelas, libros de poesía y la adaptación para lectores infantiles de las 36 Rondalles Valencianes de Enric Valor, además de traductora de varias novelas en francés.
Ha sido presidenta de la Associació d'Editors del País Valencià y cuenta con el premio Isabel de Villena (1999), el premio Fundación Bromera (2007) y el premio Vicent Ventura (2011). En 2019 la Acadèmia Valenciana de la Llengua reconoció su trabajo con la máxima distinción académica, destacando su contribución a la creación de esta institución.
Recibió en 2019 La Alta Distinción de la Generalitat Valenciana por su «labor cultural en favor de la lengua valenciana» 

## Obra
- La paraula és una aventura (1981)
- Ma casa (1985)
- La domadora de somnis (1990)
- Papers secrets (1991)
- David està malalt (1988)
- Amanida de bruixes (1994)
- El vell mariner (1999)
- Paraules de vidre (2000)
- Noves lectures de les Rondalles d'Enric Valor
- Converses amb un senyor escriptor (1995)